# Andrey Gogolev
Andrey Gogolev est un boxeur russe né le 17 mai 1974 à Gorodets.

## Carrière
Sa carrière amateur est principalement marquée par un titre de champion du monde remporté à Belfast en 2001 dans la catégorie des poids moyens.